# Christiane Thiel
Christiane Thiel (* Dezember 1968 in Freiberg) ist eine deutsche evangelische Pfarrerin und Autorin.

## Leben
Sie wuchs im sächsischen Freiberg auf. Nach Abitur und Umzug nach Leipzig studierte Christiane Thiel zunächst Mathematik an der Karl-Marx-Universität Leipzig, später dann Evangelische Theologie auch in Marburg und Berlin. Die Ordination zur Pfarrerin der Evangelisch-Lutherischen Landeskirche Sachsens erfolgte 1997. In den Leipziger Gemeinden Markkleeberg-Großstädteln-Großdeuben, für die sie die verantwortliche Pfarrerin war, engagierte sie sich besonders in der Jugendarbeit. Ab 2001 arbeitete sie als Stadtjugendpfarrerin in Leipzig. 2008 wurde sie Pfarrerin im Leipziger Stadtteil Holzhausen. Von 2016 bis 2022 war sie als Studierendenpfarrerin in der Evangelischen Studierendengemeinde Halle/Saale berufen.
Für ihren ersten Roman Das Jahr, in dem ich 13 einhalb war bekam sie 2007 den Peter-Härtling-Preis.

## Werke
- Mein Gott und ich. Ein Roman über die Weltreligionen, Würzburg, Arenaverlag, 2009, ISBN 978-3-401-06370-6
- Tageslesebuch – Bibel in gerechter Sprache: für jeden Tag des Jahres, Gütersloher Verl.-Haus, 2008, ISBN 978-3-579-05464-3
- Das Jahr, in dem ich 13 einhalb war, Beltz & Gelberg, 2007, ISBN 978-3-407-74035-9